# Mercedes-AMG
Mercedes-AMG (zkráceně AMG) je německá společnost, která se zabývá sportovními a závodními úpravami vozů Mercedes-Benz. Byla založena v roce 1967. Společnost má přibližně 900 zaměstnanců a působí celosvětově.
Sídlí ve městě Affalterbach severně od Stuttgatu ve spolkové zemi Bádensko-Württenbersku v Německu. Je dceřinou firmou společnosti Mercedes-Benz a členem koncernu Daimler AG.

## Historie
Firma byla založena v roce 1967. Zakladatelé byli Hans Werner Aufrecht a Erhard Melcher. Jejich první společnou prací byl závodní motor pro Mercedes-Benz 300 SE Manfreda Schieka. Spolupráce fungovala a o 2 roky později vznikla společnost AMG v Burgstallu. Písmena A a M jsou iniciály příjmení a G znamená Grossaspach (rodiště Aufrechta). První úspěch se dostavil v roce 1971, kdy upravený Mercedes-Benz 300 SEL AMG vyhrál závod 24 hodin ve Spa ve své třídě a tím pádem získal celkově druhé místo. O rok později se motor objevil ve vozech McLaren 8F pro závody Interserie.

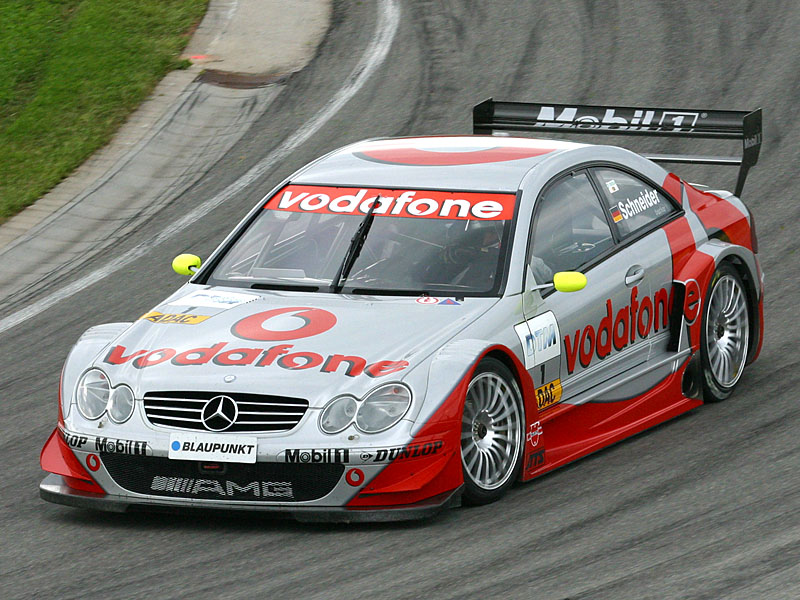
M-B CLK DTM

V roce 1978 došlo k přestěhování sídla společnosti do města Affalterbach, kde se sídlo společnosti nachází dodnes. V roce 1983 představila firma inovované hlavy válců pro osmiválec, který ve voze Mercedes-Benz 500 SEC AMG dosahoval výkonu 340 koní. O 2 roky později došlo k otevření druhého závodu. Od roku 1986 působila společnost v šampionátu DTM s vozem Mercedes-Benz 190 E se kterým získala 2 vítězství. V roce 1988 bylo uzavřeno partnerství s automobilkou Mercedes-Benz a od roku 1990 je platná smlouva o spolupráci. První společný model byl v roce 1993 Mercedes-Benz C36 AMG. Společnost má podíl i na supersportu Mercedes-Benz CLK GTR, který v roce 1998 vyhrál všechny závody v sezoně. V současné době[kdy?] firma připravuje speciály pro DTM a věnuje se provádění sportovních úprav na sériových vozech značky Mercedes-Benz.
Společnost také vyrábí jiné sportovní doplňky pro závodní vozy.

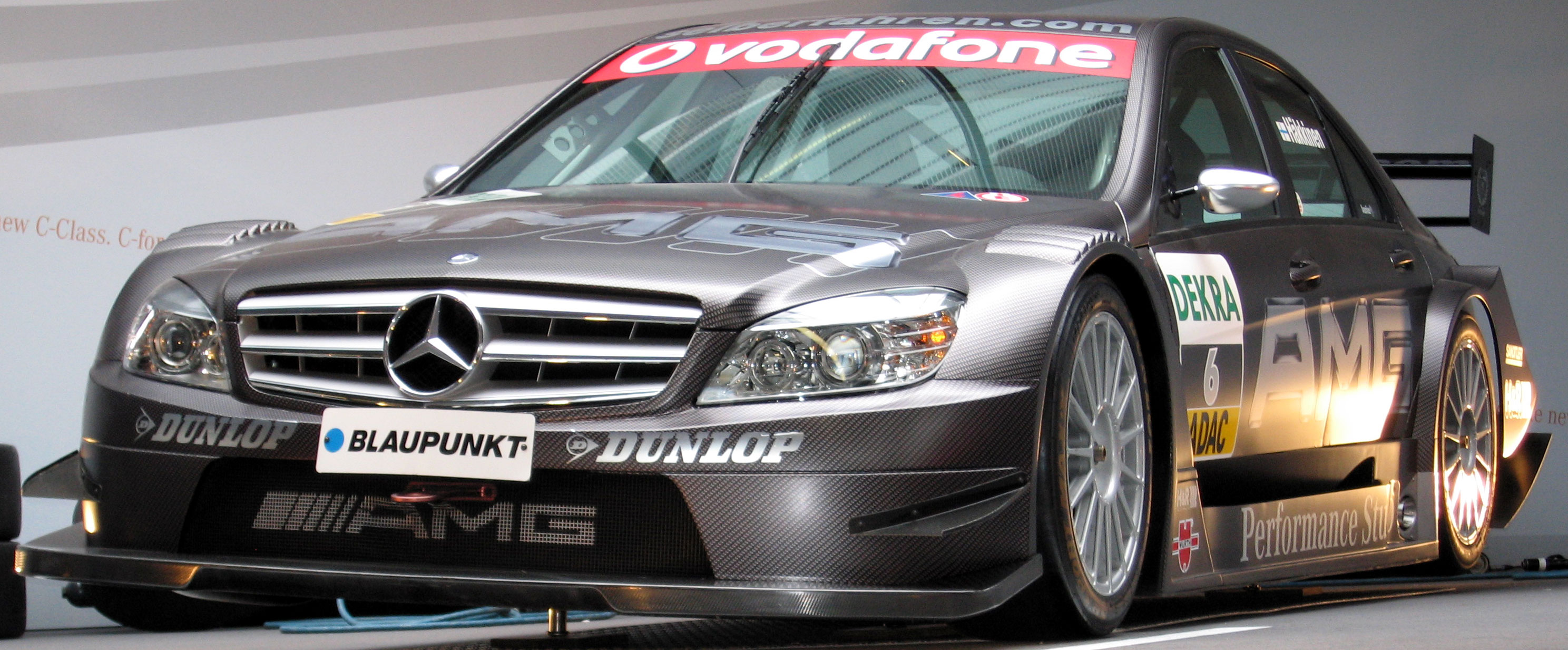
Mercedes C DTM AMG

## Modely AMG

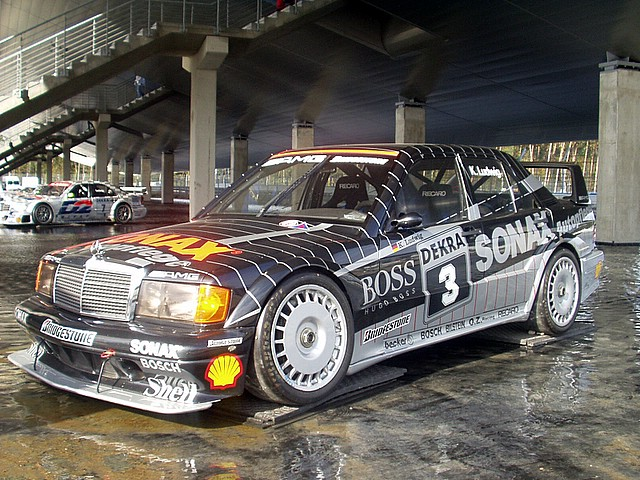
Vítězný vůz DTM 1992

### 300 SEL
Představil se v roce 1971. Kvůli barvě se mu přezdívalo „Rudá svině“. Výkon byl zvýšen na 320 koní. Auto těžké 1,8t mělo zrychlení z 0 na 100 za 6,7 sec.

### 450 SLC
Tento vůz z roku 1978 byl přímým soupeřem BMW 3.0 CSL. Od roku 1980, kdy vůz zvítězil na okruhu Nürburgring, začala výroba upravených vozů pro zákazníky Mercedesu.

### 500 SEC
V roce 1986 dostal sériový model hlavy válců s technologií Porsche. Původních 16 ventilů bylo nahrazeno 32. Výkon 340 koní, točivý moment 460 Nm a rychlost 258 km/h.

### 300 E
Sedan, se stejným motorem jako předchozí kupé, dostal přezdívku „the Hammer“. Maximální rychlost byla 300 km/h.

### C 36
První oficiální projekt AMG a Mercedesu z roku 1993.

### CLK GTR
V roce 1998 bylo kvůli homologaci vyrobeno pouze 25 vozů s cenovkou 1 milion dolarů. 5 vozů bylo vyrobeno s karoserií roadster.

### G 55

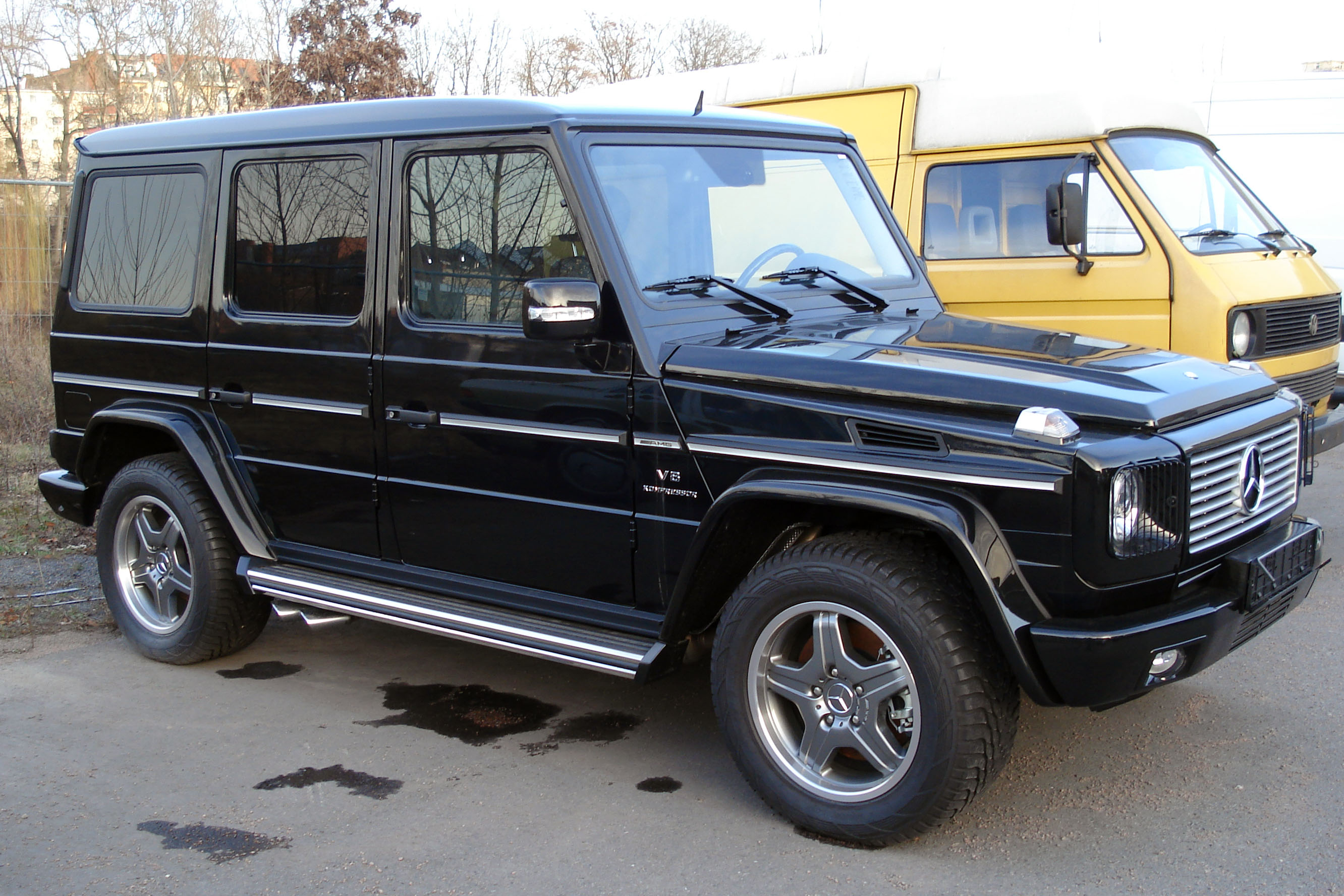
G 55

Úprava terénního vozu z roku 2004 tvořila třetinu všech prodaných úprav AMG. Vozidlo pohání pětilitrový motor V8 s 476 koňmi a točivým momentem 700 Nm. Zrychlení 0 – 100 je 5,5 sec.

### SL 65
Sériově vypadající roadster s šestilitrovým dvanáctiválcem s technologií biturbo má výkon 612 koní a 1000 Nm. Cena je necelých 6,5 milionu korun.

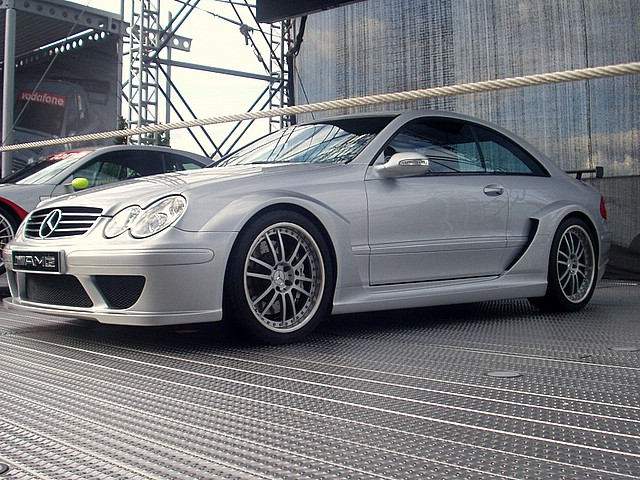
CLK DTM

### CLK DTM
Automobil se objevil v roce 2005. Osmiválec V8 má výkon 582 koní a rychlost 320 km/h. S jedním jezdí i Kimi Räikkönen.

### SLK Black
Tato limitovaná edice se objevila v roce 2006. Střecha je z karbonu a výkon je zvýšen o 40 koní oproti klasické verzi AMG.

### CL 63
Luxusní kupé z roku 2007 pohání 6,2litrový motor V8 o výkonu 525 koní. Akcelerace z 0 na 100 km/h je 4,6 sec.